# Barychelidae
Barychelidae zijn een familie van spinnen. De familie telt 44 beschreven geslachten en 303 soorten.

## Geslachten
- Ammonius Thorell, 1899
- Atrophothele Pocock, 1903
- Aurecocrypta Raven, 1994
- Barycheloides Raven, 1994
- Barychelus Simon, 1889
- Cosmopelma Simon, 1889
- Cyphonisia Simon, 1889
- Cyrtogrammomma Pocock, 1895
- Diplothele O. P.-Cambridge, 1890
- Encyocrypta Simon, 1889
- Eubrachycercus Pocock, 1897
- Fijocrypta Raven, 1994
- Idioctis L. Koch, 1874
- Idiommata Ausserer, 1871
- Idiophthalma O. P.-Cambridge, 1877
- Mandjelia Raven, 1994
- Monodontium Kulczyński, 1908
- Moruga Raven, 1994
- Natgeogia Raven, 1994
- Neodiplothele Mello-Leitão, 1917
- Nihoa Raven & Churchill, 1992
- Orstom Raven, 1994
- Ozicrypta Raven, 1994
- Paracenobiopelma Feio, 1952
- Pisenor Simon, 1889
- Plagiobothrus Karsch, 1891
- Psalistops Simon, 1889
- Questocrypta Raven, 1994
- Rhianodes Raven, 1985
- Sason Simon, 1887
- Sasonichus Pocock, 1900
- Seqocrypta Raven, 1994
- Sipalolasma Simon, 1892
- Strophaeus Ausserer, 1875
- Synothele Simon, 1908
- Thalerommata Ausserer, 1875
- Tigidia Simon, 1892
- Trichopelma Simon, 1888
- Trittame L. Koch, 1874
- Troglothele Fage, 1929
- Tungari Raven, 1994
- Zophorame Raven, 1990
- Zophoryctes Simon, 1902

## Taxonomie
Voor een overzicht van de geslachten en soorten behorende tot de familie zie de lijst van Barychelidae.